# Molecules (singolo)
Molecules è un singolo del gruppo musicale australiano Atlas Genius, il primo estratto dal loro secondo album in studio Inanimate Objects, pubblicato il 23 giugno 2015.

## La canzone
Il brano è stato pubblicato con un anticipo di poco più di due mesi rispetto all'uscita dell'album di appartenenza, ed è stato annunciato insieme a quest'ultimo il 9 giugno 2015.
Presenta forti sonorità pop anni ottanta, ed è caratterizzato da un break di sola elettronica verso la fine.

## Video musicale
Il video ufficiale del brano, diretto da Claire Marie Vogel, è stato pubblicato sul canale YouTube degli Atlas Genius il 1º settembre 2015.

## Tracce
Single Version
Testi e musiche di Keith Jeffery, Michael Jeffery e Frederik Thaae.
1. Molecules (Single Version) – 4:09

Remix EP
Testi e musiche di Keith Jeffery, Michael Jeffery e Frederik Thaae.
1. Molecules (LENNO Remix) – 5:32
2. Molecules (Latroit Remix) – 6:09
3. Molecules (Madeaux Remix) – 4:07
4. Molecules (BXY Remix) – 5:07
5. Molecules (Penguin Prison Remix) – 4:59
6. Molecules (Joywave Remix) – 6:00

## Formazione
Atlas Genius
- Keith Jeffery – voce, chitarra, basso, percussioni, tastiera, programmazione
- Michael Jeffery – batteria, percussioni, cori

Altri musicisti
- Frederik Thaae – chitarra, basso, percussioni, tastiera, drum machine, cori
- David Larson – tastiera
- Alan Wilkis – programmazione, cori
- Elyse Rogers – cori
- Carrie Keagan – cori
- Jonny Kaps – cori

## Classifiche
| Classifica (2015)          | Posizione massima |
| -------------------------- | ----------------- |
| Stati Uniti (alternative)  | 10                |
| Stati Uniti (rock)         | 41                |
| Stati Uniti (rock airplay) | 21                |